# Vietetropis
Vietetropis is een kevergeslacht uit de familie van de boktorren (Cerambycidae). De wetenschappelijke naam van het geslacht werd voor het eerst geldig gepubliceerd in 1997 door Komiya.

## Soorten
Vietetropis is monotypisch en omvat slechts de volgende soort:
- Vietetropis viridis Komiya, 1997